# Bijnor
Bijnor è una suddivisione dell'India, classificata come municipal board, di 79 368 abitanti, capoluogo del distretto di Bijnor, nello stato federato dell'Uttar Pradesh. In base al numero di abitanti la città rientra nella classe II (da 50 000 a 99 999 persone).

## Geografia fisica
La città è situata a 29° 22' 0 N e 78° 7' 60 E e ha un'altitudine di 224 m s.l.m.

## Società

### Evoluzione demografica
Al censimento del 2001 la popolazione di Bijnor assommava a 79 368 persone, delle quali 41 856 maschi e 37 512 femmine. I bambini di età inferiore o uguale ai sei anni assommavano a 11 942, dei quali 6 277 maschi e 5 665 femmine. Infine, coloro che erano in grado di saper almeno leggere e scrivere erano 49 618, dei quali 27 499 maschi e 22 119 femmine.